# Хор

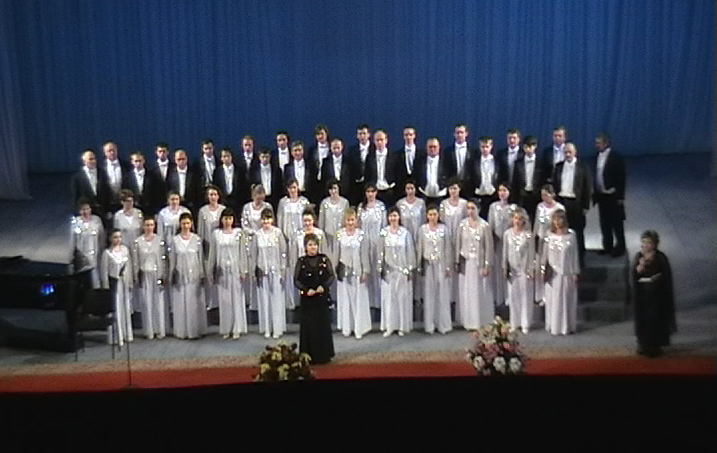
Академічний хор імені Платона Майбороди НТРК України. 2011

Хор (грец. χορός — «натовп») — співацький колектив, створений для спільного виконання переважно багатоголосних вокальних творів. Співаків, артистів хору називають також хористами.

## Класифікація хорів
Залежно від складу виконавців розрізняють такі хори:
- Чоловічий — складається з тенорів (поділяються на I та II партії) і басів (поділяються на баритони й баси)
- Жіночий — складається з сопрано й альтів (поділяються на I та II партії)
- Дитячий — поділяється на сопрано (дисканти) й альти
- Хор хлопчиків та юнаків — хлопчики поділяються на дисканти й альти, юнаки — на тенори та баси (як у мішаному хорі)
- Мішаний — поділяється на сопрано, альти, тенори та баси (можуть бути поділені на баритони та баси)

За кількісним складом виконавців розрізняють:
- Малий (мінімальна кількість 12 осіб) — виконує переважно камерні хорові твори, переважно малої форми.
- Середній (25–35 осіб) — є технічна можливість поділу партій (divisi), що дозволяє виконувати складніші твори, твори великої форми.
- Великий (50–60 осіб) має найбільші технічні можливості, що дає йому змогу виконувати будь-які хорові твори.
- Хоровий масив (60–120 осіб) — використовують переважно в оперних театрах.
- Зведені хори (від кількасот осіб) — використовують для виконання урочистих творів.

За манерою співу розрізняють:
- Академічний хор
- Народний хор
- Естрадний хор (шоу-хор)

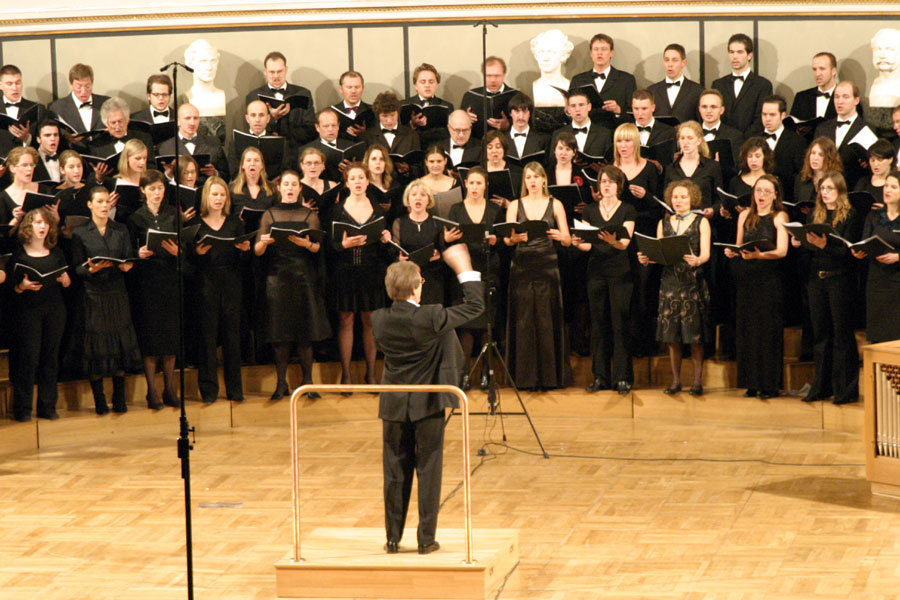
Хор Мюнхенський університет прикладних наук. 2005

Хор може мати різний статус чи призначення:
- Професійний — складається з професійних співаків та веде регулярну концертну діяльність. Можуть бути як незалежні, так і з державною підтримкою.
- Аматорський — об'єднує людей, для яких спів у хорі — хобі. Можуть існувати при палацах культури, будинках «Просвіти», при організаціях чи установах, при навчальних (немузичних) закладах тощо, наприклад, хор студентів, хор ветеранів.
- Церковні хори беруть участь у церковних службах (див.церковна музика).
- Навчальні хори існують в музичних навчальних закладах (консерваторіях, музичних училищах, інститутах мистецтв тощо).
- Оперні хори беруть участь в оперних спектаклях.

## Хорові партії та їхнє комплектування
Мішаний хор традиційно поділяється на 4 партії — 2 жіночі (сопрано й альти) та 2 чоловічі (тенори та баси). Кожна з партій може виконуватись в унісон або може бути поділеною на декілька самостійних голосів. Так, в партесних концертах зустрічаємо 12 і більше хорових партій; «Stabat Mater» Кшиштофа Пендерецького написана для потрійного хору з 16 голосами в кожному (загалом — 48 хорових партій).
Традиційна комплектація хорових партій та їхні діапазони виглядають так:
| партія        | діапазон | партія        | діапазон |
| ------------- | -------- | ------------- | -------- |
| Перші сопрано | c1 — g3  | Другі сопрано | c1 — g2  |
| Перші альти   | a — f2   | Другі альти   | g — d2   |
| Перші тенори  | c — b1   | Другі тенори  | B — f1   |
| Баритони      | A — f1   | Баси          | F — d1   |
| Октавісти     | від С    |               |          |

Є декілька варіантів розташування хорового колективу на сцені. Найчастіше хористи розташовуються в два або декілька рядів за схемою
| Тенори     | Баси і баритони |
| Сопрано    | Альти           |
| (диригент) |                 |

У деяких випадках (переважно камерні хори) хор може розташовуватись квартетами у такий спосіб:
| Бас        | Тенор | Альт | Сопрано | Бас | Тенор | Альт | Сопрано | і т.д… |
| (диригент) |       |      |         |     |       |      |         |        |

## Навички у хоровому співі
Співаки хору можуть істотно відрізнятись можливостями і вмінням. Найкращі хорові співаки, крім іншого, спроможні виконувати таке:
- точно відтворювати тон і вокальний тембр, що доповнює інших співаків;
- співати з точно контрольованою гучністю звуку, відтворюючи динаміку та нюанси, позначені в партитурі чи показані диригентом, без надмірно голосного співу, який би виділявся на фоні всієї вокальної партії;
- швидко читати музику «з аркуша»;
- точно читати текст і вимовляти слова в манері, вказаній диригентом, незалежно від мови твору;
- перебувати в стані повної готовності протягом тривалого часу, уважно слідкуючи за всім, що відбувається на репетиції чи виступі;
- стежити за власним співом і похибками;
- брати до уваги вказівки чи побажання інших для добра всього колективу, навіть якщо власні естетичні відчуття співака суперечать таким вказівкам;
- відтворювати здоровий і приємний на слух звук застосуванням відповідної вокальної техніки;
- чисто інтонувати ноти.

Співаки, що мають абсолютний слух, все ж повинні вміти таке:
- виконувати музику в іншій тональності, аніж вона написана в партитурі; це необхідно тому, що в хорах часто виконують музику в транспонованій формі;
- підстроюватись під ансамбль, навіть якщо ансамбль трохи відхиляється від «ідеального» тону.

## З історії хорового виконавства

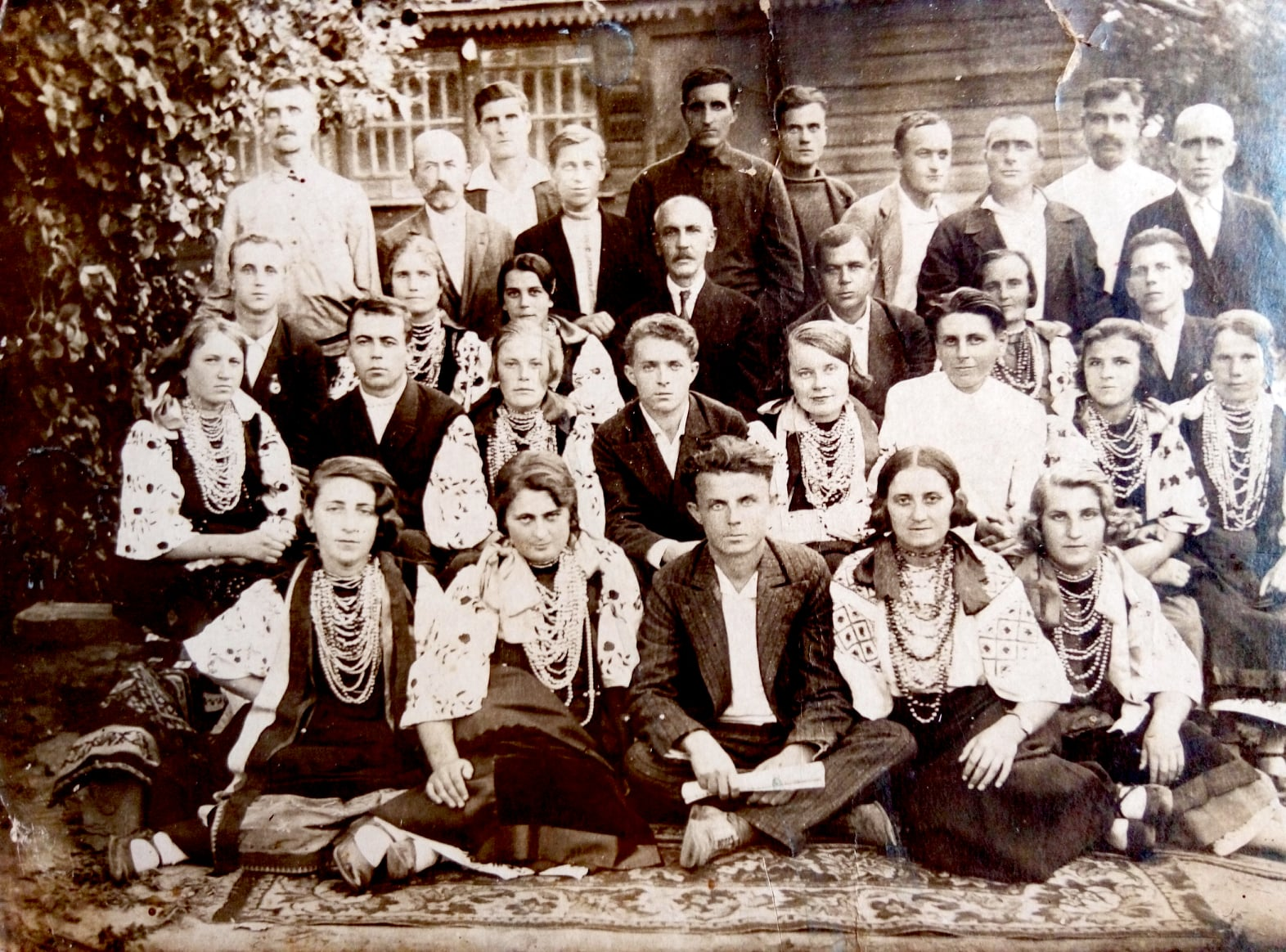
Церковний хор у Носівці, 1930-і

Хоровий спів, очевидно, існував з часів первісно-общинного ладу й був пов'язаний з обрядовістю. Сутністю обрядового хорового співу було єднання співаків у спільному духовному прагненні при вільному самовияві індивідуальності кожного співака Існують припущення, що і саме слово «хор» є пов'язаним з теонімом «Хорс» — сонячним божеством давньоруського пантеону
Вже в Стародавній Греції голоси розрізняли за регістрами: netoide — високі голоси, mesoide — середні, iroide — низькі.
З проникненням християнства в Європу формується новий тип хорового колективу — церковний хор. Ініціаторами введення співу в християнських храмах на Сході були Василій Великий (у Неокесареї) та Іоанн Златоустий (у Константинополі), а на Заході — папа Дамас І (у Римі) і Амвросій Медіоланський. Зокрема, Іван Златоустий відзначав, що «ніщо так не підносить душу, ніщо так не окрилює її, не віддаляє від землі, не звільняє від тілесних оков, не спрямовує у філософії і не до помагає досягати повного презирства до житейських предметів, як узгоджена мелодія і керований ритмом божественний спів». Поступова уніфікація богослужбових піснеспівів і необхідність скерувати співаків у річище усталеної традиції виконання спонукали до появи в хорі фігури регента, що організовував співаків у єдине естетичне ціле.
До епохи Відродження професійне хорове виконавство було пов'язане винятково з церквою. У XIV–XV ст. з розвитком багатоголосся формується поняття хорової партії, кожна з яких могла виконуватись в унісон або розділятися на кілька голосів. Епосі раннього відродження характерні 3–4 голосні хори з головним голосом — тенором, пізніше — 6–8 голосні.
Становлення класичного гармонічного мислення в XVII–XVIII ст. визначило поділ голосів на 4 основні партії — дисканти (сопрано), альти, тенори та баси. Хор стає невід'ємним учасником опери, з'являються також світські капели, що пов'язано з розвитком жанрів ораторії, кантати, хорових концертів тощо.
На українських землях хоровий спів відомий з часів Київської Русі, де хорові колективи існували в монастирях і при княжих дворах; в XI столітті хорового співу навчали в жіночій монастирській школі в Києві. З XVI століття хорові колективи були організовані церковними братствами; найкращі з них — у Києві, Львові, Луцьку. Особливо прославився хор Києво-Могилянської Академії, кількістю понад 300 чоловік.
З кінця XIX століття — на початку XX організація хорових колективів повсюдно в Україні набрала спонтанного характеру і була свого роду виявом національного пробудження. Найкращі хори їздили репрезентувати хорове мистецтво України за кордоном: подорож Української Республіканської Капели і Українського Національного Хору на чолі з О. Кошицем Західною Європою й Північною Америкою (1919–1927), виступи київського хору «Думка» у Франції, зокрема в Парижі (1929), під керівництвом Н. Городовенка, гостинні виступи «Візантійського Хору» (Утрехт, Голландія). За часів УРСР любительські хорові колективи організовувались при будинках культури повсюдно.
Серед провідних хорових колективів України сьогодні — Національна заслужена академічна капела України «Думка», Національний заслужений академічний народний хор України ім. Верьовки, Державний академічний Волинський народний хор, Академічний хор ім. Платона Майбороди Національної радіокомпанії України, Муніципальний камерний хор «Київ», Державна чоловіча хорова капела «Дударик», хор «Трембіта» (Львів), Закарпатський народний хор та інші.